# No Border Netzwerk

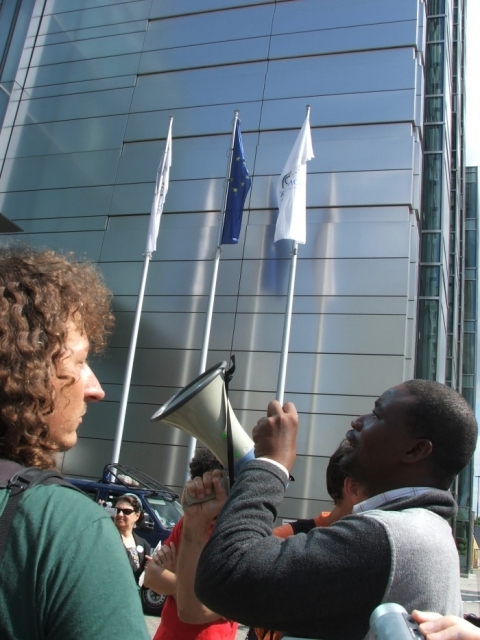
No-Border-Aktivisten demonstrieren vor dem Frontex-Gebäude für allgemeine Reisefreiheit, 2008

No-Border-Netzwerk (auch: No Border Netzwerk) ist ein europäisches Netzwerk politisch Aktiver, deren Ziel darin besteht, bestehende Grenzen aufzuheben und Niederlassungsfreiheit über die Europäische Union hinaus zu ermöglichen. Die Anhänger des Netzwerks betrachten sich selbst überwiegend als Anarchisten. Das No-Border-Netzwerk wurde 1999 gegründet. Es verfügt seit 2000 über eine Website und lokale Gruppen in ganz Europa, darunter elf im Vereinigten Königreich, wo es sich No Borders Network nennt.

## Struktur des Netzwerks
Es gibt daher keine Organe wie Mitgliederversammlungen oder Vorstände. No Border arbeitet, für Netzwerke Autonomer typisch, mit einem Bezugsgruppensystem. Jede Person und jede Gruppe, die die Prinzipien der Bewegung teilt, ist befugt, den Namen No Border zu benutzen.
Vernetzt sind The VOICE Refugee Forum, Jugendliche ohne Grenzen, Karawane für die Rechte der Flüchtlinge und MigrantInnen, Women in Exile, NoLager-Netzwerk, Refugee Struggle for Freedom, Refugee Tent Aktion, NoBorder – NoProblem, Refugee Strike Berlin, Lampedusa in Hamburg, Freedom not Frontex, Pro Asyl, Flüchtlingsräte, Kein mensch ist illegal, Afrique-europe Interact, Borderline-europe.
Die Ortsgruppe Hanau von kmii wird von der Fraktion der Linken im Europäischen Parlament ausdrücklich als Ansprechpartner des No-Border-Netzwerks in Deutschland angeführt.

## Geschichte
Die Idee einer Welt ohne Grenzen mit einem Recht auf Freizügigkeit als Menschenrecht ist alt. Sie ist zentraler Bestandteil des Kosmopolitismus. Exemplarisch wurde sie 1971 durch John Lennons Lied „Imagine“ zum Ausdruck gebracht, eine Hymne der Friedensbewegung („Imagine there's no countries […] | You may say I'm a dreamer | But I'm not the only one | I hope someday you'll join us | And the world will be as one“).
Die Idee einer Welt ohne Grenzen, in der niemandem mit der Begründung, er sei Ausländer, die Einreise in ein Land und die Arbeitsaufnahme verweigert und in der niemand als „Illegaler“ abgeschoben wird, entstand auf der documenta IX in Kassel 1997. Diese stand unter dem Motto: Kein Mensch ist illegal. Dieses Motto wurde zum Namen einer Bewegung mit Schwerpunkt in Deutschland und später in anderen Ländern.
Das transnationale Netzwerk nahm seine Arbeit im Dezember 1999 mit einem Treffen in Amsterdam auf. Unter dem Namen No Borders Network ist seit 2005 ein nationaler Ableger der Bewegung in Großbritannien aktiv.
Nachdem in der Zeitschrift polylog im Zusammenhang mit dem Buch „Globale Bewegungsfreiheit: Ein philosophisches Plädoyer für offene Grenzen“ gefordert wurde, dass die „Debatte zur Migrationsfreiheit oder Beschränkungen von Zuwanderung stärker im Kontext interkulturellen Philosophierens rezipiert werden“ sollte, orientierten sich neue Ortsgruppen wie NoBorder. NoProblem an internationalen migrationssensiblen Beiträgen – auch in Verbindung mit islamischen und dekolonialen Feminismen, Degrowth, globalen Ökofeminismen oder den im deutschen Sprachraum weniger bekannten »Ethnic Studies«. Die Gruppe ist ein studentisches Projekt des Instituts für Philosophie der Universität Hildesheim, das selbst zu Philosophien in globaler Perspektive forscht.

## Ziele
Ziel des Netzwerks ist es laut einer Präsentation der Linken im Europäischen Parlament, „vor dem Hintergrund einer emanzipatorischen und antikapitalistischen Perspektive Widerstand zu organisieren und eine Plattform für den Austausch von Informationen und Erfahrungen zwischen den verschiedenen Gruppen und Einzelpersonen herzustellen“. Aktionen werden gemeinsam mit den Betroffenen und mit selbst organisierten Gruppen von Migranten durchgeführt.

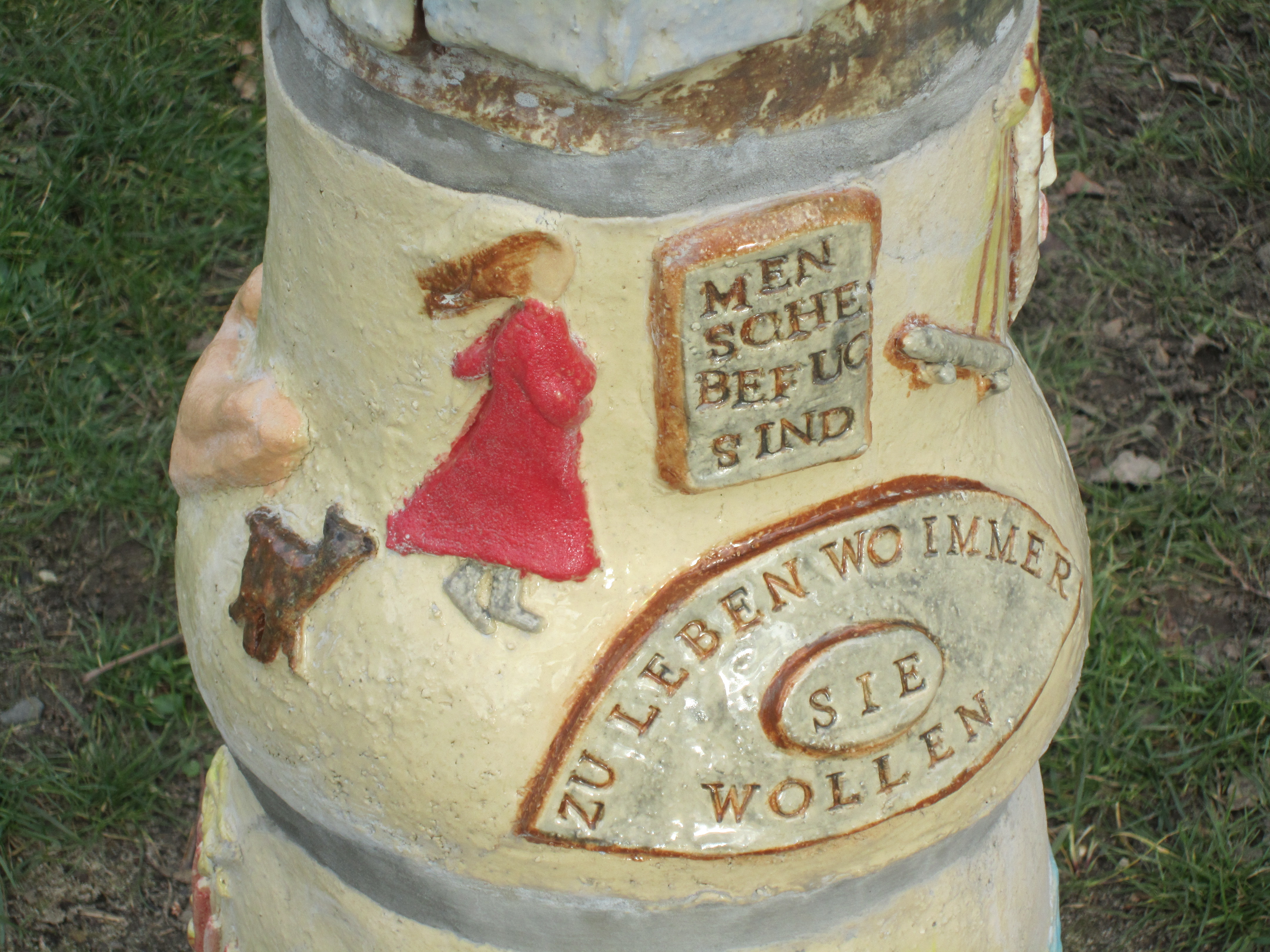
Inschrift an der Willkommenssäule bei einem Flüchtlingswohnheim in Bremen-Osterholz: „Menschen befugt sind zu leben wo immer sie wollen“

## Aktionen

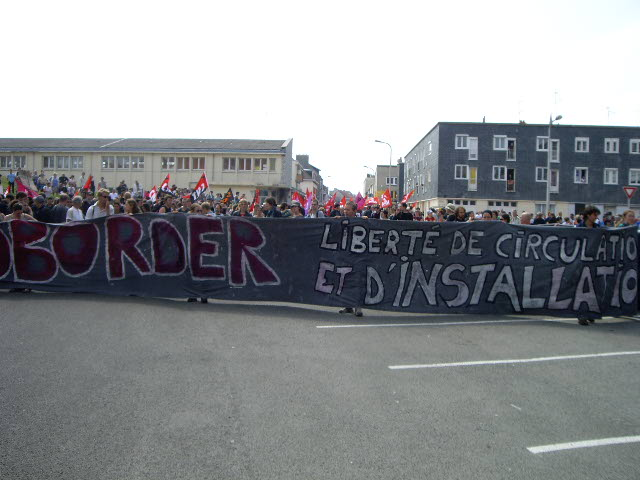
Transnationale No-Border-Demonstration beim „Dschungel von Calais“, Juni 2009. Das Fronttransparent trägt neben dem Motto „No Border“ die Forderung nach Reise- und Niederlassungsfreiheit

Wichtige Aktivitäten sind das „No border camp“, der Internationale Aktionstag immer um den 15. Oktober herum, die Kampagne gegen die IOM und generell der Kampf gegen Abschiebung und Abschiebehaft.
Gruppen des No-Border-Netzwerks organisieren seit 2002 Protest-Camps, die „No Border Camps“ oder „Border Camps“ genannt wurden. Die Orte dafür waren Straßburg, Frankreich (2002), Frassanito, Italien (2003), Köln (2003, 2012), Gatwick Airport (2007), Vereinigtes Königreich, Patras, Griechenland, Dikili, Türkei (2008), Calais, Frankreich (2009, 2015), Lesvos, Griechenland (2009), Brüssel, Belgien (2010), Siva Reka, Bulgarien (2011), Stockholm, Schweden (2012), Rotterdam, Niederlande (2013), Ventimiglia, Italien (2015) und Thessaloniki 2016. In Thessaloniki gingen während einer Demonstration, die während des Camps stattfand, 4.500 Menschen auf die Straße.
„Anarcho-Punks“ betrieben laut dem Spiegel Anfang 2016 „NoBorderKitchens“ in Griechenland. Sie schlossen mit diesen Küchen insofern eine Versorgungslücke, als es z. B. in dem „Hotspot“ Samos, einem ehemaligen Internierungslager für politische Gefangene, zwar EURODAC-Apparate zur Registrierung von Flüchtlingen und Küstenwachen-Boote, aber keine Küchen gab. Niemand außer den NoBorder-Aktiven hatte (nicht nur auf Samos) eine Infrastruktur für die Beköstigung von Menschen auf der Flucht geschaffen. Bereits zuvor sind an innereuropäischen Grenzen weitere „No-Border-Kitchen“ aktiv geworden.

## Kritik
Im März 2016 wurde Aktivisten des No-Border-Netzwerks von französischen Behörden und dem französischen Innenminister Bernard Cazeneuve vorgeworfen, Flüchtlinge in „unverantwortlicher“ und „zynischer“ Weise gegen die Staatsgewalt aufzubringen und für medienwirksame Aktionen zu instrumentalisieren. So seien Migranten aus Iran dazu gebracht worden, sich mit Bindfäden die Münder zuzunähen und so vor die Kameras der Presse zu treten.
Auch innerhalb der politischen Linken gibt es Kritik an den Praktiken der No-Border-Bewegung. So meinte Vassilis Tsianos, Mitbegründer von Kanak Attak, 2012: „Es ging seit 2003 immer um Verhaltensweisen auf den No-Border-Camps: Darf getrunken, darf Haschisch geraucht werden? Ab wann flirtet ein Mann nicht mehr, sondern belästigt eine Frau sexuell? Diese Auseinandersetzung war sehr wichtig, aber sie hatte damals schon den Beigeschmack einer bestimmten politischen Kultur der Disziplinierung des Subjekts durch moralische Anrufung. Und das hatte nichts mit der migrantischen Kultur zu tun. Das ist ebenso merkwürdig wie diese aufgekommene Praxis der Selbstpositionierung. […] »Ich bin eine nicht unterdrückt geborene, Bafög beziehende, frauisierte Weiße und mein Wissen basiert auf dem Wissen von PoCs«, so wird da geredet, das ist eine Art neoprotestantischer Sektenbildung. Diese Selbstbezichtigung ist immer eine Strategie eines reformorientierten Teils der Bildungsbourgeoisie: Moral und moralische Panik im Namen der Diskurshygiene.“
Auch von der Heinrich-Böll-Stiftung wird kritisch angemerkt, dass oft nicht klar sei, wer eigentlich mit dem „Wir“ gemeint sei, von dem Aktivisten sprechen. Viele hätten die Metapher von der Festung Europa in der Form verinnerlicht, dass diejenigen, deren Lage verbessert werden solle, sprachlich zu „den Anderen“ gehörten. Dabei müsste es darum gehen, die Binärstruktur „Wir und die Anderen“ im Sprechen, Denken und Handeln zu überwinden.
Kritik gibt es auch an der Art der Repräsentation der Migranten ausschließlich als Helden und nicht auch als Opfer. Migration werde dabei per se als etwas Positives und somit verklärt dargestellt.

## Polizeiliche Maßnahmen und nachrichtendienstliche Einschätzungen
2012 wurde durch eine kleine Anfrage der Linken bekannt, dass Europol in größerem Umfang über das Netzwerk konferierte und BKA und LKA Unterwanderungs- und Störaktionen gegen die Camps durchführten. Als Antwort auf eine weitere Kleine Anfrage teilte die Bundesregierung am 10. Mai 2013 mit, dass über No-Border-Aktivisten „Erkenntnisse auf dem PWGT-Wege anlass- und ereignisbezogen ausgetauscht [werden], sofern Phänomenbereiche der Politisch motivierten Kriminalität betroffen sind.“
Das Landesamt für Verfassungsschutz der Freien und Hansestadt Hamburg beurteilte in seinem „Verfassungsschutzbericht 2010“ das No-Border-Camp in Brüssel als Protest von „Antirassisten verschiedener europäischer Länder gegen die Migrationspolitik der Europäischen Union“. Initiator dieser Camps sei „ein europäisches Netzwerk und loser Zusammenschluss autonomer Gruppen sowie nichtextremistischer Flüchtlingsinitiativen.“
Das österreichische Bundesamt für Verfassungsschutz und Terrorismusbekämpfung (BVT) bewertete in seinem „Verfassungsschutzbericht 2012“ generell „das ideologische Niveau der autonom-anarchistischen Aktivistinnen und Aktivisten als eher niedrig […]. Teilweise steht hinter ihren militanten Aktionen kein politisches Ziel‚ sondern reine Erlebnisorientierung‘“. Die „überschaubare Anzahl“ von meist jugendlichen Aktivisten würde „zunehmend von einer weitgehend erlebnisorientierten Motivation angetrieben, die die Auseinandersetzung mit gegnerischen politischen Gruppen und mit der Staatsmacht provoziert und fördert. Die Gefahr einer solchen Entwicklung besteht darin, dass ohne ideologische Klammer die rein militante Aggression zu exzessiver Gewaltanwendung führen kann.“ Unter den internationalen Verbindungen wurde die „Teilnahme von österreichischen Aktivistinnen und Aktivisten an einem No-Border-Camp in Bulgarien“ aufgeführt.